# Trichosida
Trichosida es un orden de protistas del grupo Amoebozoa que comprende únicamente el género Trichosphaerium. Son amebas aplanadas cuya célula esta envuelta por una cobertura flexible membranosa (forma blanda) o por una cubierta rígida de espículas (forma de espículas). Ambos tipos de cubiertas están separadas de la membrana plasmática. El cuerpo de la ameba sobresale a través de la cubierta por aberturas temporales, produciendo lobopodios con forma de dedo (o dactilopodios).